# 경성 김씨
경성 김씨(慶城金氏)는 한국의 성씨이다.
시조는 김윤(金倫)은 신라 경순왕의 후손으로 조선의 현감을 지냈다.

## 참고 자료
- “경성김씨(慶城金氏)”. 뿌리를 찾아서.[깨진 링크(과거 내용 찾기)]